# L'amore oltre la guerra
L'amore oltre la guerra (The Exception) è un film del 2016 diretto da David Leveaux.
È un film romantico-drammatico, basato sul romanzo del 2003 The Kaiser's Last Kiss di Alan Judd, è scritto da Simon Burke e ha come protagonisti Jai Courtney, Lily James, Janet McTeer e Christopher Plummer. Il film è stato girato nel Palazzo di Leeuwergem.

## Trama
Nel 1940, all'inizio della seconda guerra mondiale, un Capitano della Wehrmacht rimosso dal servizio al fronte (per ferite di guerra, ma anche per uno screzio avuto in Polonia con un ufficiale delle SS), Stefan Brandt, è incaricato di gestire il servizio di protezione all'ex Kaiser Guglielmo II che, dopo l'abdicazione, nel 1918, vive in esilio nei Paesi Bassi, nel castello Huis Doorn, vicino a Utrecht. I tedeschi temono che una spia alleata possa essersi infiltrata nell'entourage del deposto imperatore allo scopo di assassinarlo. Sebbene Guglielmo non abbia più alcun potere e gli stessi gerarchi nazisti lo considerino poco più che un fastidio, l'ex imperatore ha ancora una grande importanza simbolica per il popolo tedesco.
L'aiutante di campo del Kaiser, il colonnello Sigurd von Ilsemann, dà a Brandt severi ordini di non interferire con le domestiche, ma Brandt viene rapidamente trascinato in una pericolosa relazione con la giovane domestica olandese Mieke de Jong, che gli rivelerà di essere ebrea. La ragazza fra l'altro nutre sentimenti d'odio nei confronti dei nazisti, colpevoli di averle ucciso il padre e il marito.
L'ispettore della Gestapo Dietrich informa Brandt che i servizi segreti britannici hanno installato una stazione radio nascosta nel villaggio vicino e ordina a Brandt di identificare un secondo agente noto per trovarsi all'interno della dimora del Kaiser. Alla vigilia della visita del Reichsführer-SS Heinrich Himmler, Brandt nota un odore di olio per armi provenire dalla stanza di Mieke. Si mette a pedinare Mieke quando visita il pastore del villaggio e la sente dirgli che è pronta ad assassinare Himmler. Il pastore però le risponde che assassinare Himmler non è la loro missione.
Le SS individuano le trasmissioni radio del pastore. Lo arrestano e lo torturano selvaggiamente, chiedendo il nome dell'altra spia. Poco dopo, la moglie di Wilhelm, Hermine, racconta al marito della relazione tra Brandt e Mieke. Si aspetta che Wilhelm licenzi Mieke e porti Brandt davanti alla corte marziale, ma l'ex Kaiser risponde che anche se non governa più la Germania, governerà la sua stessa casa. Confessa agli amanti di aver avuto figli illegittimi prima e dopo aver sposato la sua prima moglie, l'imperatrice Augusta Vittoria. Assicurando che non intende essere un ipocrita, il Kaiser raccomanda loro di essere più discreti.
In vista dell'arrivo di Himmler, le SS decidono di perquisire minuziosamente la dimora dell'ex Kaiser con grande fastidio di quest'ultimo. Lo stesso Brandt, consapevole che la sua amata Mieke è in grave pericolo, decide di proteggerla, offrendosi lui stesso di perquisire la sua stanza. Brandt viene a sapere che il pastore torturato rivelerà presto l'identità di Mieke e la esorta a fuggire, ma lei rifiuta.
La visita di Himmler ha uno scopo: invitare Wilhelm a nome del Fuher Adolf Hitler a tornare a Berlino, il sottinteso è che il nuovo coinvolgimento attivo nella politica del Reich sia foriero di un ritorno sul trono. In realtà, come lo stesso Himmler confiderà a Brandt e Dietrich, l'invito è un bluff: la presenza del Kaiser in Germania consentirà di portare allo scoperto i monarchici antinazisti che cercano di opporsi al regime e auspicano una restaurazione sul trono del casato di Hohenzollern così da poterli reprimere più facilmente. L'ambiziosa Hermine è felicissima al pensiero di diventare ancora una volta imperatrice di Germania, ma Wilhelm, che da sempre cela a malapena il suo profondo disgusto per l'arrivismo dei gerarchi che il nazismo ha portato al potere, è profondamente turbato dalle vanterie di Himmler sull'eutanasia dei bambini disabili. Il Kaiser rimane incerto anche quando von Ilsemann gli suggerisce che con il suo rientro può esercitare "un'influenza moderatrice" sugli eccessi del regime nazista.
Quando Brandt chiede a von Ilsemann se un ufficiale può servire qualcosa di diverso dal suo paese, il colonnello risponde: "Prima devi decidere qual è il tuo paese e se esiste ancora". Brandt racconta a von Ilsemann dei piani di Himmler per i sostenitori del Kaiser.
Mieke consegna a Wilhelm un messaggio di Winston Churchill, offrendo al Kaiser asilo politico e il trono di una Germania sconfitta dopo la guerra. Guglielmo rifiuta, avendo deciso di rassegnarsi alla perdita del trono.
Mentre la Gestapo si avvicina a Mieke, Brandt escogita un piano di fuga. Wilhelm, Mieke e Brandt scappano in un furgone mentre il Kaiser finge di avere un infarto. Nel processo, Mieke quasi prende una pillola suicida. Brandt le salva la vita e la cattura uccidendo Dietrich. Mieke chiede a Brandt di fuggire con lei, temendo che venga giustiziato per gli omicidi. Brandt insiste di avere dei doveri verso la Germania e di avere un buon alibi. Mentre Mieke se ne va, Brandt chiede a Mieke di sposarlo. Prima di fuggire, accetta e gli dice di ritrovarla dopo la guerra.
Qualche tempo dopo, Brandt lavora a Berlino. Viene consegnato un pacco che contiene un libro degli scritti di Nietzsche che Mieke una volta gli aveva mostrato. All'interno c'è scritto un indirizzo di Londra. A Londra, Mieke è seduta su una panchina del parco quando viene informata che Churchill è pronto a vederla. Alzandosi, Mieke si mette una mano sullo stomaco; è incinta del figlio di Brandt. A Doorn, il colonnello von Ilsemann informa Wilhelm che Brandt ha chiamato da Berlino con notizie meravigliose. Rendendosi conto che questo significa che Mieke è fuggita in Gran Bretagna, Wilhelm è felicissimo.

## Accoglienza
Il film ha incassato 834.580 dollari.